# Ferrante Pallavicino

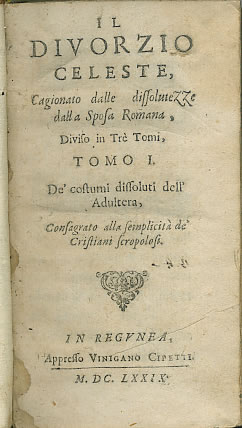
Il divortio celeste

Ferrante Pallavicino (Parma 1615-Aviñón 1644), escritor italiano del siglo XVII que formó parte de la orden de los agustinos y cuyas obras satíricas y libertinas fueron censuradas por la Iglesia Católica. Fue perseguido por el Papa Urbano VII hasta conseguir su ejecución.

## Vida
Pallavicino nació en Piacenza, miembro de la antigua familia italiana de los Pallavicini. Recibió una buena educación en Padua y otros lugares, y desde muy joven ingresó en la orden de los Agustinos, residiendo principalmente en Venecia. A los diecisiete años, y fallecido su padre, su familia dispuso que siguiera la carrera eclesiástica y le ingresó en el convento agustino de Santa María de la Pasión en Milán. Los tres votos, castidad, obediencia y pobreza, los asumió poco convencido. Sin embargo aprovechó la oportunidad que le ofreció la vida conventual para formarse y desarrollar sus aptitudes intelectuales. El traslado al Monasterio de San Giovanni di Verdara en Padua, donde se ubicaba la biblioteca del gran averroista Nicoletto Vernia da Chieti, le facilitaron el acceso a un amplio saber y a las ideas más novedosas para desarrollar su vocación de escritor. Los años de celibato y encierro le llevaron a afirmar que “es imposible no beber ni comer, que los deseos de la carne no pueden obviarse y pueden acabar dañando a la persona que los niegue”. Convencido de lo contra natural de ese tipo de vida, buscó la liberación en Venecia donde se relacionó con sus prostitutas. De estos contactos surgiría el libro “La retorica delle puttane”.
Durante un año acompañó al general Ottavio Piccolomini en sus campañas alemanas como capellán de campaña, y en 1641, poco después de su regreso, publicó varias sátiras ingeniosas, pero excesivamente injuriosas, sobre la Curia romana y sobre la poderosa casa de los Barberini, unidas por la historia marco expresada en su título, Il Corriero svaligiato ("El cartero desvalijado"). En esta novela corta publicada en 1641,[4] cuatro cortesanos leen y comentan una bolsa de cartas que su noble amo ha ordenado robar de un correo, entre las que se incluyen algunas cartas políticas escritas por el gobernador español de Milán. La base de su relato permitió a Pallavicino expresar diversas opiniones, entre ellas las críticas a los gobernantes contemporáneos de Italia, entre ellos el papa Urbano VIII Barberini, «el barbero que cortó la barba de Cristo»; los jesuitas, que intentaban monopolizar la educación y la vida intelectual; la Inquisición romana, que arruinó a los editores con sus procesos; y los españoles, que en aquel entonces ocupaban partes de Italia. «Las únicas potencias que escaparon a la condena en las cartas», según Muir, «fueron las valientes repúblicas de Génova, Lucca y, sobre todo, Venecia, que habían logrado mantener su independencia política».
Al llegar a oídos de sus superiores las relaciones pecaminosas que mantenía en Venecia, y para salvaguardar el buen nombre del convento y de la orden agustina, se le concedió un permiso para viajar por Francia. Dejó Padua, pero se fue a vivir con su amante. Simuló viajar por Francia enviando cartas que relataban su viaje imaginario.
El éxito le llegó con la publicación de su novela La Taliclea en 1636; en 1638 publicó Sansone; y La pudicitia schernita, obra que motivó la persecución y censura de los eclesiásticos.
Poco tiempo después escribió el panfleto político Il corriero svaligiato, donde un grupo de nobles leen por placer las cartas que le roban a un cartero, pero su publicación fue censurada y atrajo de nuevo la atención de los eclesiásticos. A causa de la persecución y el peligro que corría, salió de Italia y estuvo viajando por Europa. Estuvo en diversos estados alemanes y ante los abusos y la falta de ética de los clérigos de su tiempo, trató de defender una Iglesia original recuperando la pureza de los primeros cristianos.
Tras una breve estancia en la cárcel, motivada por el chivatazo de un amigo que le acusó de blasfemo y de atacar a la familia del Papa Urbano VIII, los Barberini, publicó bajo seudónimo La retorica delle puttane, una obra basada en los preceptos del jesuita padre Cipriano Suárez, pero dirigidas a una joven que quisiera instruirse como cortesana o prostituta.
Dirigiéndose a las cortesanas, Pallavicino escribió que es “una recopilación de vuestros triunfos, puesto que ejercéis con perfección en la práctica todo lo que aquí en teoría se propone. Entre las otras siempre os distinguisteis en los artificios propios de vuestra profesión, por lo cual he destinado prudentemente las coloridas tramas de estas páginas a lograr su mayor brillo a la sombra de vuestro nombre».
Su lucha contra la Iglesia continuó con Il Divortio Celeste y luego con la publicación de La Retórica delle puttane. Pallavicino tenía 28 años y acababa de firmar, conscientemente, su sentencia de muerte. Tras huir de Venecia, debido a una conjura de la familia Barberini, fue apresado en 1644 en Aviñón, donde se le juzgó por orden del Papa, condenó para ser decapitado el 5 de marzo de 1644. En su testamento apócrifo manifestó: “Muoro martire della verità”.
Fue en Bérgamo donde el hijo de un librero italiano en París, Charles de Breche —quien, como agente a sueldo de los Barberini, había trabado amistad con Pallavicino unos años antes— lo convenció de que el cardenal Richelieu admiraba profundamente sus obras y quería encargarle a Pallavicino que sirviera como historiador oficial del cardenal si este llegaba a Francia. A pesar de que Richelieu falleció mientras ambos se dirigían a París, de Breche convenció a Pallavicino de continuar el viaje, y mientras cruzaban uno de los puentes de Orange, en las cercanías de Aviñón, un enclave papal en Francia, de Breche lo delató ante las autoridades papales locales. Tras catorce meses de prisión, durante los cuales escribió una carta a Francesco Barberini pidiendo clemencia, pero también durante los cuales su Il Divortio se publicó en Ginebra, en una desafortunada coincidencia, Pallavicino fue decapitado en Aviñón. Sus enemigos no sobrevivieron mucho tiempo a Pallavicino. Cinco meses después, el papa Urbano murió; dos años después, De Breche fue apuñalado hasta la muerte en París por un tal Ganducci,[19] pero, como comenta Muir, «se desconoce si fue o no en venganza por la muerte de Pallavicino». Cuando se añadió una breve biografía a una selección de sus obras que incluía una continuación del Corriero, el autor, Girolamo Brusoni, permaneció discretamente anónimo. La escandalosa reputación de Pallavicino continuó hasta finales de siglo e inspiró sátiras de Antonio Lupis, Carlo Moscheni, Gregorio Leti y Alain René Lesage. Un individuo librepensador llamado «Ferrante» aparece en sus diálogos satíricos.

## Obras
Aquí una relación de sus obras y de opúsculos. Girolamo Brusoni elaboró una lista detallada de estos siguiendo la biografía de este escritor, su amigo; y Prosper Marchand la copió en la nota C de su artículo Pallavicino. Sus obras permitidas (Opere permesse) se publicaron en Venecia en 1655, 4 vols. precedidas por la biografía del autor escrita por Brusoni; pero los curiosos ignoran esta colección y solo buscan las Opere scelte, Villefranche (Ginebra), 1660, 2 partes. Las ediciones bajo el título de Villefranche, de 1666 o 1673, se imprimieron en Holanda. Las piezas más destacadas de esta colección son:
- En 1635 publicó “Il sole ne’ pianeti, cioè le grandezze della Serenissima Repubblica di Venetia”, obra que atrajo la atención de las diversas academias italianas, y de Giovan Francesco Loredano, que le recomendó para que fuese admitido en la Accademia degli Incogniti, un lugar donde se hablaba de amor con gran erudición recurriendo a citas de los clásicos. Muchos de los libros de estos autores, también de Pallavicino, fueron incluidos en el Index Librorum prohibitorum, el índice de libros prohibidos por la Iglesia Católica. Entre los libros de Pallavacino que fueron censurados y formaron parte de este índice se encuentran también los siguientes:

- El éxito le llegó con la publicación de su novela La Taliclea en 1636, dedicada a Federico II de Medici, sodomita confeso;

- En 1638 publicó Sansone, obra misógina y autobiográfica, consecuencia de su fracaso amoroso con la cantante y compositora Barbara Strozzi.

- También en 1638 publicó La pudicitia schernita, basada en la Roma decadente entre los siglos I y II d. C., como respuesta a los canónigos sin moral ni religión que le debían ordenar sacerdote. Fue esta obra la que le supuso la persecución y censura de los eclesiásticos.

- Le Bellezze dell’anima, un tratado ascético por el que intentaba enmendarse, que no fue suficiente.

- Il Corriero svaligiato (El correo robado), traducido al francés (Holanda), 1644, in-12. El conde de Mirabeau tomó prestado el título y la ambientación de esta obra.

- La Retórica delle puttane recopilaba con acidez e ingenio sus consejos para las prostitutas de la época siguiendo punto por punto las normas que el jesuita Cipriano Súarez establecía en su célebre Rethorica, de obligado estudio en las escuelas de entonces.[6]

- Il divorzio celeste, obra e la que narra los abusos de la religión y se atreve atacar a la iglesia romana que sería la mujer prostituta de Cristo. Es una sátira bastante vivaz contra los abusos de la corte romana. La Monnoye afirma que no es de Pallavicino; pero Prosper Marchand y la mayoría de los demás bibliógrafos no comparten esta opinión[7]

- Il principe ermafrodito.[3]

- La Rete di Vulcano, tema tomado de las Metamorfosis de Ovidio, del que se puede encontrar un extracto en el Conservateur, Amsterdam, 1757.

- La Buccinata, sobre Butarella para los Barberini. Esta es una sátira contra los Barberini, quienes, como sabemos, tenían abejas en su escudo de armas. Iba acompañada de una placa que representaba un crucifijo plantado entre espinos y rodeado de un enjambre de abejas, con estas palabras del salmista: «Circumdederunt me sicut apes, etc.»

- Dialogo tra due soldati del duca di Parma (Diálogo entre los dos soldados del duque de Parma); se trata de otra sátira contra Urbano VIII, que había declarado la guerra al duque de Parma.

- La Pudicizia schernita.